# Charles Zumstein
Charles Zumstein (Magstatt-le-Bas, 1867 - 1963) fou un poeta camperol i radiestesista alsacià. Des dels 11 anys va escriure poemes en alsacià, que foren recollits el 1906 en el recull traduït a l'alemany Klänge aus dem Sundgau. Lligat a les velles llegendes i tradicions, va conrear l'amor a la terra, el «Heimweh» germànic, com canta a alguns poemes:

Awer sott i dusse bliwe

Hätt i's noch so schön un güt,

Fir in d'Heimet wieder z'Kumme

Gab i s'letschte Tröpfle Blüet.

Traducció lliure:

Però si algun cop m'he d'expatriar

Encara que la vida hi serà bella i agradable

Per retonar a la meva terra

Jo vessaria l'última gota de la meva sang.